# TIFF 2009
Cea de-a opta ediție a Festivalului Internațional de Film Transilvania s-a desfășurat în perioada 27 mai - 7 iunie 2009 la Cluj-Napoca. 
În competiția pentru Trofeul Transilvania au intrat 12 filme. Juriul a fost alcătuit din: actrița Assumpta Serna, directorul Institutului Cultural Român de la New York Corina Șuteu, producătorul Jim Stark, criticul de film Dan Făinaru și regizorul Szabolcs Hajdu.
Filmul de deschidere a festivalului a fost Amintiri din Epoca de Aur 1: Tovarăși, frumoasă e viața!, scris de Cristian Mungiu și regizat de Ioana Uricaru, Hanno Höffer , Răzvan Mărculescu, Constantin Popescu și Cristian Mungiu. 

## Filmele din competiția oficială
| Titlu original                           | Titlu românesc                               | Țara                        | Regizor              |
| ---------------------------------------- | -------------------------------------------- | --------------------------- | -------------------- |
| Nord                                     | Nord                                         | Norvegia                    | Rune Denstad Langlo  |
| Polițist, adjectiv                       | Polițist, adjectiv                           | România                     | Corneliu Porumboiu   |
| A Complete History of My Sexual Failures | O istorie completă a eșecurilor mele sexuale | Regatul Unit                | Chris Waitt          |
| Alle Anderen                             | Toți ceilalți                                | Germania                    | Maren Ade            |
| Amanecer de un sueño                     | Trezit din vis                               | Spania/ Polonia             | Freedy Mas Franqueza |
| Bahrtalo!                                | Hai noroc!                                   | Ungaria                     | Robert Lakatos       |
| J'irai dormir à Hollywood                | La noapte dorm la Hollywood                  | Franța                      | Antoine de Maximy    |
| Kabuli Kid                               | Copilul din Kabul                            | Franța/ Afganistan          | Barmak Akram         |
| La nana                                  | Fata în casă                                 | Chile                       | Sebastian Silva      |
| Machan                                   | Machan                                       | Sri Lanka/ Italia/ Germania | Uberto Pasolini      |
| Gitmek: Benim Marlon ve Brandom          | Ești Marlon și Brando                        | Turcia                      | Huseyin Karabey      |
| A festa da menina morta                  | Sărbătoarea fetiței moarte                   | Brazilia                    | Matheus Nachtergaele |

## Premii
- Premiul pentru regie - Barmak Akram pentru Copilul din Kabul, Franța, 2008
- Premiul pentru imagine - Philip Øgaard, pentru Nord
- Premiul pentru cea mai bună interpretare - Distribuția filmului Fata în casă, regia Sebastian Silva, Chile-Mexic, 2008
- Premiul pentru cel mai bun scurtmetraj din secțiunea "Umbre" - Dans Macabru, regia Pedro Pires, Canada, 2008
- Premiul Zilelor Filmului Românesc pentru secțiunea lungmetraj - Cealaltă Irina, regia Andrei Gruzsinczki, 2008
- Premiul Zilelor Filmului Românesc pentru scurtmetraj - Pentru el, regia Stanca Radu
- Premiul de debut în filmul românesc - regizorul Andrei Dăscălescu, pentru filmul Constantin și Elena (2008)
- Mențiune specială a juriului Zilelor Filmului Românesc – Amintiri din Epoca de Aur, regia Ioana Uricaru, Hanno Hoefer, Răzvan Mărculescu, Constantin Popescu, Cristian Mungiu, România, 2009
- Premiul HBO pentru scenariu de lung metraj – Mimi Brănescu, pentru scenariul Acasă la tata
- Premiul HBO pentru scenariu de scurt metraj – Octav Gheorghe pentru scenariul Trofeul „Oase Manciu”
- Premiul HBO pentru scenariu de documentar - Adrian Voicu, pentru scenariul Victoria, între 8 și 9
- Premiul special Adevărul de Seară, ediția de Cluj-Napoca - Polițist, adjectiv, regia Corneliu Porumboiu, România, 2009
- Premiul pentru cel mai bun film din cadrul workshopului "Let’s go digital" - Stein Alaiv, realizat de Adrian Florin Ardelean, Mihai Nanu, Sergiu Zorger
- Premiul FIPRESCI - Trece prin piele, regia Esther Rots, Olanda, 2009
- Premiul publicului - Machan, regia Uberto Pasolini, Italia-Germania-Sri Lanka, 2008
- Premiul pentru întreaga carieră - actorul Florin Piersic
- Premiul pentru întreaga carieră - regizorul Dan Pița
- Premiul pentru întreaga carieră oferit unei personalități din cinematografia europeană – actrița Claudia Cardinale
- Premiu de excelență - actorul Mircea Albulescu
- Diplomă de onoare a Atelierului Let’s Go Digital - Elena Cosmănescu
- Premiul special pentru contribuția adusă cinematografiei mondiale - producătorul Menahem Golan